# Casato del Palatinato-Zweibrücken-Kleeburg
Il Casato del Palatinato-Zweibrücken-Kleeburg era uno dei tanti rami cadetti del Casato di Palatinato-Zweibrücken e oltre che governare sull'omonimo staterello tedesco, finì per ereditare il trono svedese.
Il ramo svedese dei Wittelsbach nacque quando la regina Cristina di Svezia, il 23 febbraio 1654 annunciò la propria irrevocabile abdicazione a favore del cugino Carlo Gustavo (nonostante l'opposizione del senato), riguadagnando la propria libertà.
I Wittelsbach continuarono l'opera di potenziamento nazionale iniziata dai loro predecessori, furono inoltre protagonisti dell'esperienza imperiale svedese, ma anche causa parziale della fine di quell'importante esperienza.

## Maggiori esponenti della dinastia

### Carlo X Gustavo
(Carlo X Gustavo)

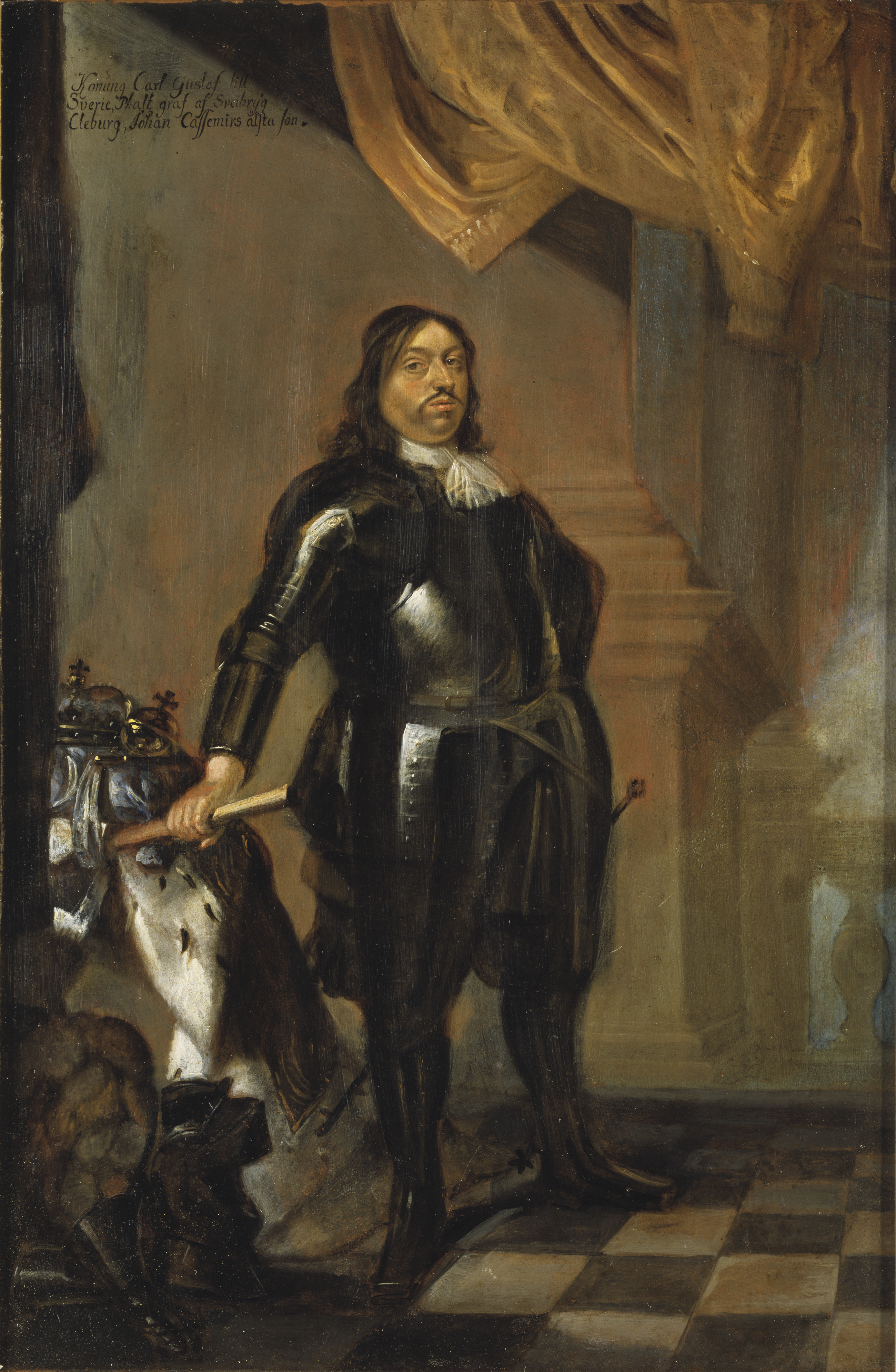
Carlo X Gustavo

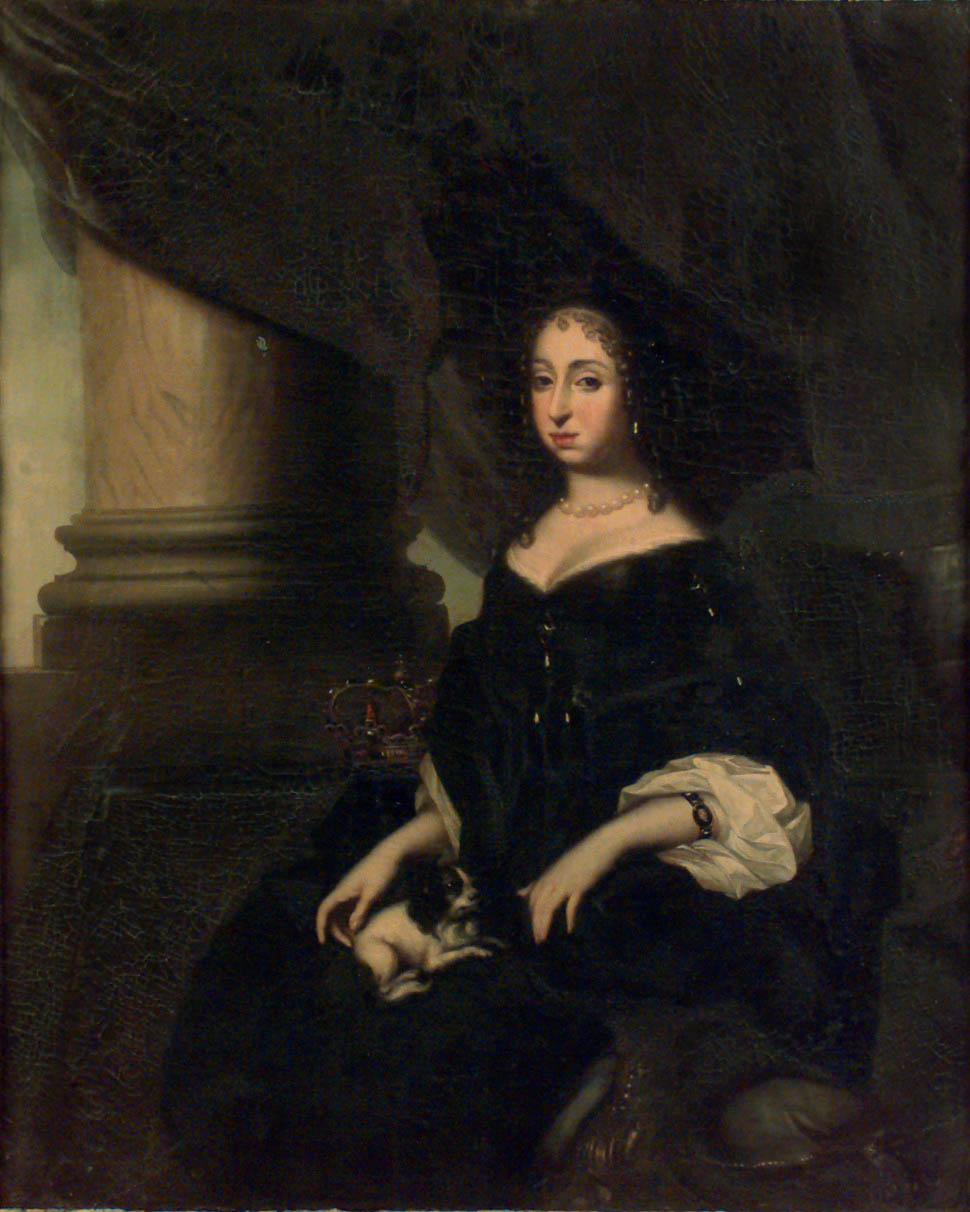
Edvige Eleonora di Holstein-Gottorp, madre di Carlo XI

Figlio del conte Giovanni Casimiro del Palatinato-Zweibrücken-Kleeburg e della principessa Caterina di Svezia, sorella di Gustavo II Adolfo e quindi zia della regina Cristina, già nel 1642 prese parte alla seconda battaglia di Breitenfeld sotto il maresciallo Lennart Torstenson. Gli si prospettò anche un possibile matrimonio con la regina Cristina, tale proposta, però, fallì ed egli tornò ancora una volta in Germania a combattere gli austriaci: quando, infine, la guerra terminò, la regina Cristina lo nominò quale suo successore al trono.
Divenuto re, sostenne la Polonia, durante la Seconda Guerra del Nord, contro l'invasione russa e, con alterne vicende militari, riuscì a riconquistarla e a scacciare i russi. Tale mossa, però, non giovò particolarmente agli svedesi a causa della fiera resistenza dei polacchi. Vittoriosa fu invece la sua guerra contro la Danimarca, al termine della quale ottenne le province che oggi costituiscono la Svezia meridionale. Sposò Edvige Eleonora di Holstein-Gottorp dalla quale ebbe un unico figlio che gli succedette all'età di quattro anni col nome di Carlo XI di Svezia. Morì improvvisamente nel 1660, gli succedette il giovane e unico figlio. Ebbe anche un figlio illegittimo dalla sua amante.

### Carlo XI
(Carlo XI)

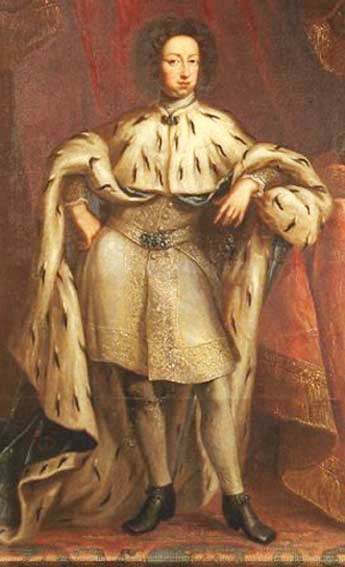
Carlo XI

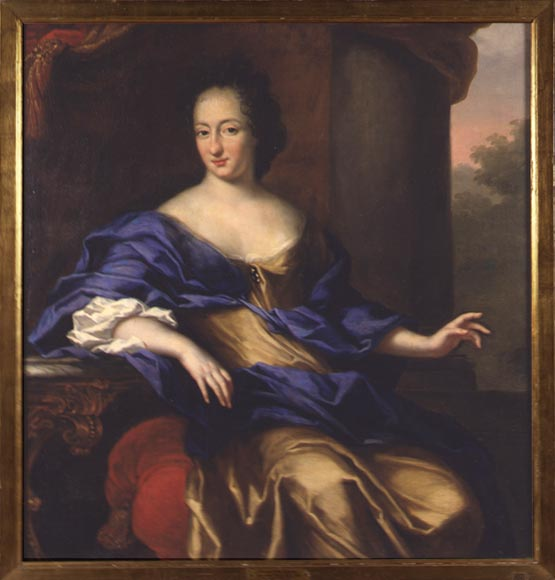
La regina Ulrica Eleonora, moglie di Carlo XI

Il padre, che morì quando il figlio aveva 4 anni, lasciò il compito di istruirlo ai reggenti che aveva nominato. Questi però tradirono il compito affidato loro dal Re, in modo tale che quando Carlo XI, a 17 anni, conseguì la maggiore età, era totalmente ignorante della gestione dello Stato e quasi analfabeta.  La vittoria di Halmstad (17 agosto 1676), quando Carlo e il suo comandante in capo Simon Grundel-Helmfelt sconfissero una divisione danese, fu il primo segno della buona sorte, e il 4 dicembre, sulla piana di Helgonabäck, nei pressi di Lund, il giovane monarca svedese sconfisse Cristiano V di Danimarca, il quale comandava anch'egli il suo esercito di persona. Nell'anno successivo Carlo, con 9000 uomini, sbaragliò 12000 danesi nella Battaglia di Landskrona.
Dopo Gustavo Vasa e Gustavo Adolfo, Carlo XI fu probabilmente il più grande di tutti i re svedesi. La sua figura umile e semplice è stata eccessivamente oscurata dalle figure brillanti e colossali del suo eroico padre e del suo meteorico figlio; eppure in realtà Carlo XI è molto più degno di ammirazione di Carlo X e Carlo XII. Egli fu a un livello supremo un grande costruttore. Trovò la Svezia in rovine e dedicò la sua intera vita a gettare le solide fondamenta di un nuovo ordine di cose che, nelle sue caratteristiche essenziali, ha resistito fino ai giorni nostri. Ebbe sette figli, dei quali solo tre gli sopravvissero: un figlio, Carlo e due figlie, Edvige Sofia, Duchessa di Holstein-Gottorp e nonna dello Zar Pietro III di Russia, e Ulrica Eleonora, che succedette in seguito al fratello Carlo sul trono svedese.

### Carlo XII
(Carlo XII)

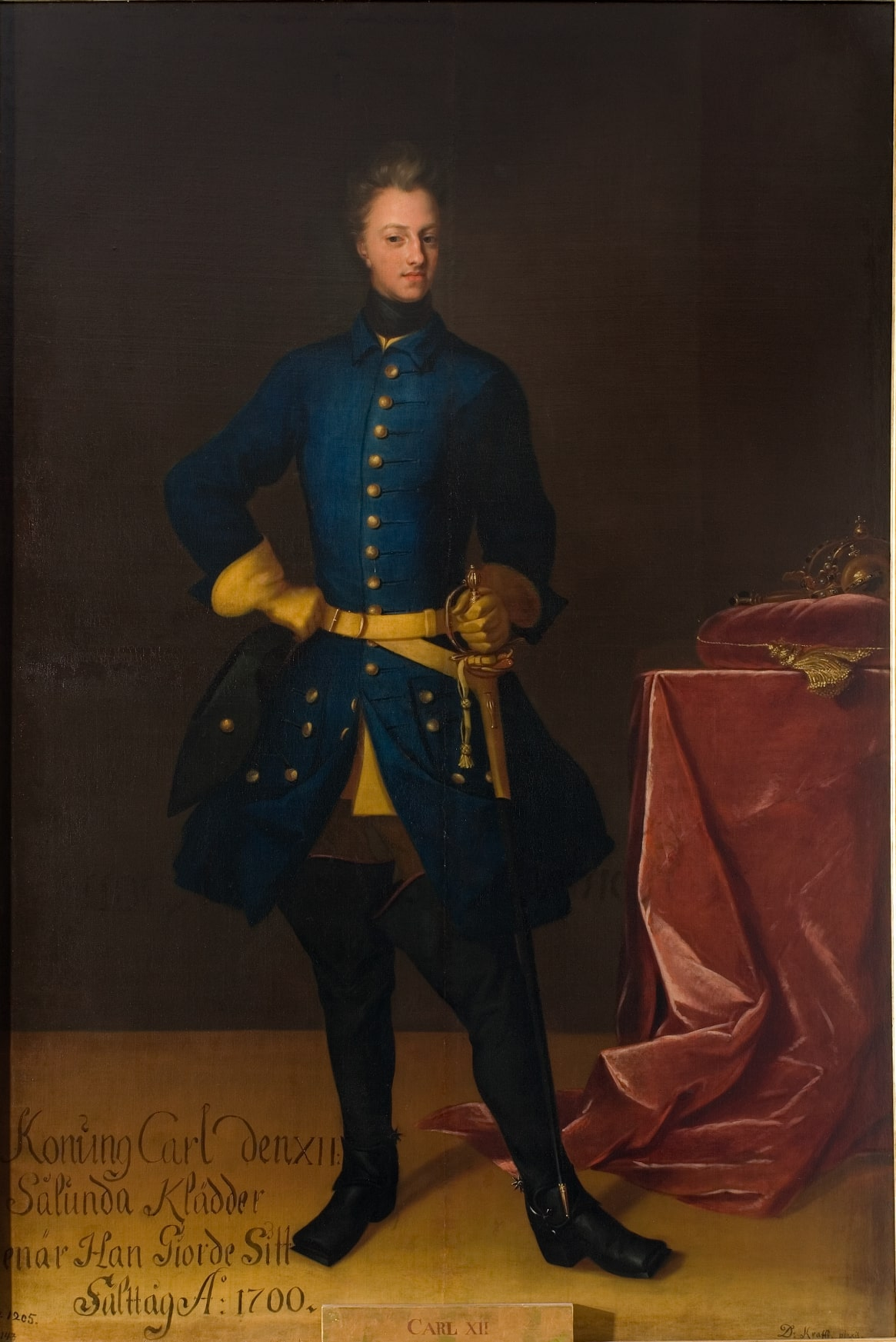
Carlo XII

Egli fu incoronato re il 29 novembre 1697 all'età di 15 anni.
Nel marzo del 1700 ebbe inizio la Grande guerra del Nord. Inaspettatamente la Svezia fu attaccata da Danimarca, Sassonia e Russia. Da lì a poco, Carlo avrebbe incontrato il suo maggior nemico, al quale dedicherà tutta la sua militare e movimentata vita: la Russia di Pietro il Grande. Sconfitti i danesi, Carlo si volse quindi contro i rimanenti avversari, Pietro ed Augusto. Entrambi stavano per attaccare i possedimenti svedesi sul Baltico. Augusto il Forte aveva iniziato a metà di luglio l'assedio di Riga e dopo la notizia della sconfitta dei danesi interruppe scoraggiato, senza aver concluso nulla, la sua azione. La Russia incominciò nell'agosto del 1700 con l'attacco all'Estonia ed a settembre diede inizio all'assedio alla fortezza svedese di Narva.
Carlo XII si decise ad attaccare i russi: nella battaglia di Narva sconfisse con circa ventimila soldati un esercito russo numericamente molto superiore. Con un attacco alle linee russe, celati da una provvidenziale tempesta di neve, gli svedesi riuscirono a dividere in due lo schieramento russo e lo misero in rotta. Molti soldati russi, in gran parte reclute, fuggendo finirono nel fiume Narva e vi annegarono, mentre la parte rimanente fuggì disordinatamente verso Novgorod ove ben pochi arrivarono: la maggior parte di essi disertò o morì di freddo o di fame durante la fuga.
La battaglia di Narva fu una delle maggiori vittorie della storia militare svedese. Alla fine dell'anno Carlo XII aveva difeso con successo la Svezia e cacciato dai suoi territori tutte le truppe nemiche. Anziché inseguire l'esercito russo dopo la battaglia di Narva fino a costringere lo zar Pietro alla pace, Carlo XII si volse contro il terzo nemico, Federico Augusto I di Sassonia. Egli conquistò Varsavia, sconfisse le truppe di Augusto nella battaglia di Klissow (9 luglio 1702), occupò Cracovia, l'antica città reale polacca e conquistò Toruń.
Nel 1697 la Dieta di Polonia aveva eletto Federico-Augusto I di Sassonia re di Polonia con il nome di Augusto II di Polonia. Le devastazioni della guerra spinsero parte della nobiltà polacca a reclamare la pace con la destituzione di Augusto e la proclamazione di un nuovo re di Polonia. Carlo XII approfittò di queste sollecitazioni e propose alla Dieta di Varsavia un suo candidato: Stanislao Leszczyński, (20 ottobre 1677 – 23 febbraio 1766), nobile polacco e conte del Sacro Romano Impero, che riuscì facilmente ad imporre sugli altri candidati.
Dopo la deposizione di Augusto come re di Polonia, Carlo XII vide che questi dalla Sassonia continuava a trarre nuove forze armate e quindi decise di attaccarlo direttamente: l'occupazione del Ducato di Sassonia e l'incombente bancarotta dello Stato sassone indussero il 13 ottobre 1706 il sempre influenzabile Consiglio Segreto a sottoscrivere un trattato di pace con gli svedesi, la pace di Altranstädter. Il 31 dicembre 1706 Augusto II sottoscrisse il trattato di pace redatto in sua assenza e la rinuncia al trono di Polonia e Lituania.

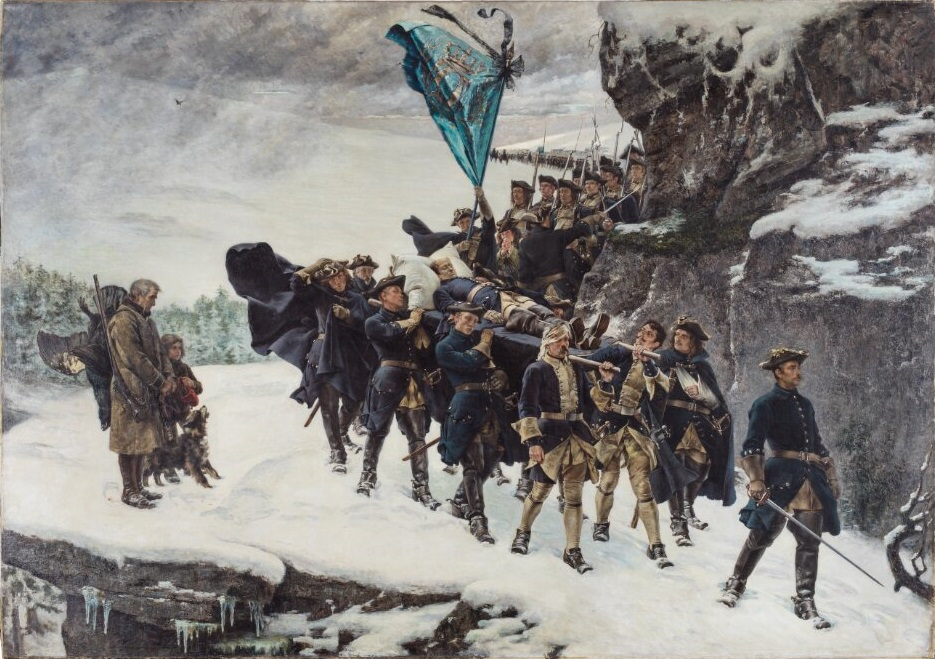
Funerali di Carlo XII

I turchi all'inizio accolsero cordialmente Carlo XII e la sua presenza provocò anche una guerra dell'impero ottomano contro la Russia. L'ospitalità tuttavia si trasformò in una specie di prigionia durante la quale i vecchi nemici rialzarono il capo ed approfittando della sua assenza Russia e Sassonia si ripresero i territori perduti e ne conquistarono altri a spese della Svezia: l'Inghilterra ottemperò tiepidamente ai suoi doveri di alleato solo fino all'invio di una squadra navale nel Baltico, mentre la Prussia attaccò i possedimenti svedesi in territorio tedesco, la Russia occupò la Finlandia ed Augusto II salì nuovamente sul trono polacco, che conservò fino alla morte (1733).
Nel 1714 Carlo XII riuscì finalmente ad andarsene dalla sua prigionia dorata e cavalcando per quindici giorni attraverso l'Europa travestito da semplice ufficiale tedesco raggiunse la Pomerania anteriore, ove nel frattempo i danesi avevano occupato l'isola di Rügen. Entrato nella città di Stralsund, questa subì l'assedio da parte di un esercito misto di truppe danesi, sassoni, prussiane e russe: divenuta insostenibile la resistenza, Carlo si trasferì a Lund nella Scania. I suoi sforzi per ricostituire il proprio regno ebbero tuttavia fine quando egli cercò di occupare Cristiania nella Norvegia, controllata dai danesi: durante l'assedio di Frederickshald Carlo XII fu colpito al capo da un proiettile e morì. Se la pallottola che lo colpì provenisse dalle file degli assediati o da quelle dei suoi stessi compatrioti, è ancor oggi incerto ed oggetto di discussione. Gli succedette sul trono svedese la sorella Ulrica Eleonora.
Con Carlo XII finì la posizione di Grande Potenza della Svezia e la duratura lotta per la supremazia sul mar Baltico. Dopo la Grande guerra del nord fu la Russia a subentrare alla Svezia, come potenza del Nord Europa.

### Ulrica Eleonora
(Ulrica Eleonora)

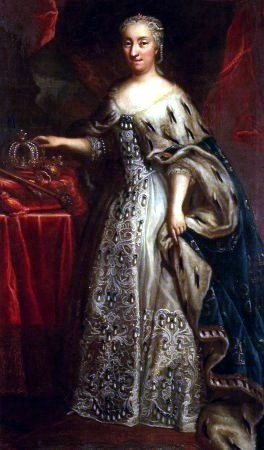
La regina Ulrica Eleonora

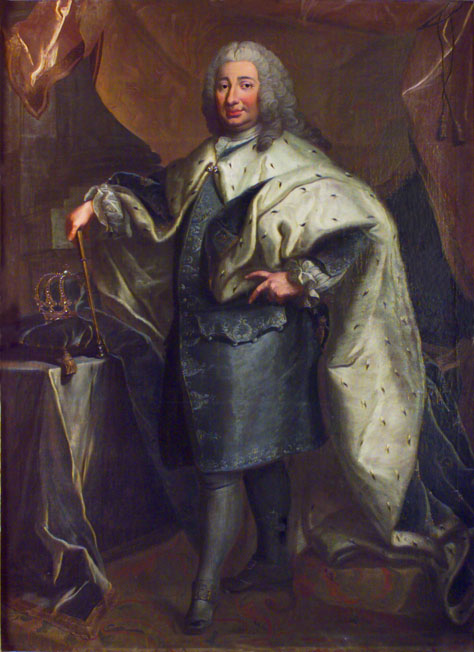
Federico I, marito di Ulrica Eleonora

Succedette al fratello Carlo XII nel 1718, ma proclamandolo subito quale suo erede il nipote Carlo Federico di Holstein-Gottorp, (figlio di Federico IV di Holstein-Gottorp e di sua moglie, Edvige Sofia, figlia di Carlo XI di Svezia. Egli divenne duca nell'infanzia, alla morte del padre, nel 1702).
Ulrica Eleonora si era sposata nel 1715 con Federico d'Assia-Kassel. Dopo la sua ascesa al trono, la regina desiderava nominare co-reggente il marito, ma data l'impossibilità di farlo secondo le leggi vigenti, abdicò in suo favore dopo solo un anno di regno, divenendo così regina consorte. Federico le succedette sul trono svedese come Re Federico I di Svezia.
La regina Ulrica Eleonora morì di vaiolo nel 1741, dopo un matrimonio senza figli. Con lei si estinse la dinastia svedese dei Wittelsbach, alla quale succedette, dopo la parentesi di Federico I, quella degli Holstein-Gottorp.

## Fondatori e distruttori del proprio impero

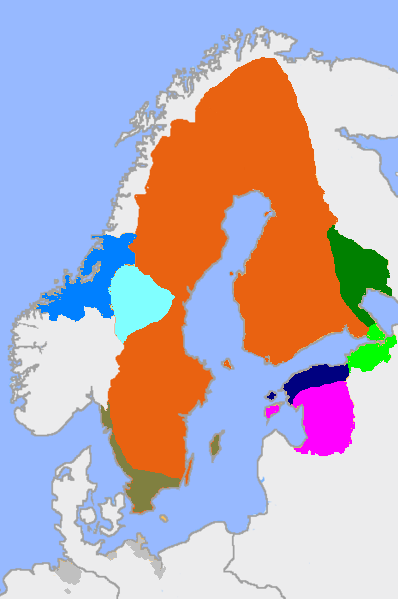
La Svezia nel massimo della sua potenza-1658

I Wittelsbach svedesi, giunsero sul trono trovando una situazione politica e militare a loro molto favorevole. I Vasa lasciarono un regno in forte sviluppo economico e tra i più potenti in ambito militare. Con il primo vichingo del nord, Gustavo II Adolfo, la Svezia si era candidata a prima potenza del Vecchio Continente partecipando alla Guerra dei trent'anni.
Durante il successivo regno di Cristina si ebbe un periodo di sostanziale tranquillità, ma con la sua abdicazione ripresero vigore le mai sopite ambizioni che il giovane stato aveva da almeno un secolo e cioè il controllo totale sul mar Baltico, un mare da disputare con Russia, Polonia e Danimarca.
Carlo X Gustavo iniziò questa grande impresa nazionale, ma a legittimarla del tutto fu il figlio Carlo XI, probabilmente il più grande di tutti i re svedesi, che sconfisse definitivamente la Danimarca di Cristiano V. Figura di grande militare, ma anche romanzesca, la ebbe il suo successore, il figlio Carlo XII, che trovò in Pietro il Grande, zar di Russia, la sua nemesi, che lo portò alla sconfitta. Fu l'ultimo vichingo del nord, colui che scommise tutto il suo impero per arrivare alla vittoria. Gli succedette la sterile sorella Ulrica Eleonora, che lasciò il timone del regno all'inabile marito Federico di Assia-Kassel, che sconfitto duramente, portò alla fine del glorioso "impero" svedese, sostituito sul Baltico dalla potenza dell'Impero russo.
I Wittelsbach di Svezia, per circa sessant'anni di regno, ebbero pochi momenti di pace; sempre sul campo di battaglia a cercare di ingrandire più che proteggere il proprio dominio. Non si sarebbero mai aspettati un rafforzamento della lontana Russia, che con Pietro il Grande, divenne uno dei paesi più potenti e autorevoli del mondo.